# Copa Asiática Femenina Sub-20 de la AFC 2024
La Copa Asiática Femenina Sub-20 de la AFC 2024 (en inglés 2024 AFC U-20 Women's Championship™ Uzbekistán) fue la undécima edición del torneo. (Incluidas las ediciones anteriores del Campeonato Femenino Sub-20 de la AFC y el Campeonato Femenino Sub-19 de la AFC).
Después de una fase clasificatoria participaron ocho equipos de la AFC.
El torneo también cambió de nombre de Campeonato Sub-19 femenino de la AFC a la de Copa Asiática Femenina Sub-20 de la AFC a partir del año 2022.
Se llevó a cabo en Uzbekistán del 3 al 16 de marzo de 2024.
Los cuatro mejores equipos del torneo clasificaron para la Copa Mundial Femenina de Fútbol Sub-20 de 2024 en Colombia como representantes de la AFC.
Japón era el actual defensor.

## Sorteo
El sorteo se celebró el 15 de diciembre de 2023 en la AFC House en Kuala Lumpur, Malasia.

## Sistema de competición
El país anfitrión y los tres mejores equipos del torneo anterior en 2019 se clasificaron automáticamente, Japón, Corea del Norte y Corea del Sur, mientras que los otros cuatro equipos se decidieron por clasificación. Hubo dos rondas de partidos de clasificación, la primera ronda programada para jugarse entre el 4 y el 12 de marzo de 2023, y la segunda ronda programada para jugarse entre el 3 y el 11 de junio de 2023.

## Sedes
| Taskent           | Taskent          | Taskent |
| ----------------- | ---------------- | ------- |
| Do'stlik Stadium  | JAR Stadium      | Taskent |
| Capacidad: 10.000 | Capacidad: 8.500 | Taskent |
|                   |                  | Taskent |

## Primera ronda

### Grupo A
| Equipo        | PJ | PG | PE | PP | GF | GC | Dif | Pts |
| ------------- | -- | -- | -- | -- | -- | -- | --- | --- |
| Australia     | 3  | 3  | 0  | 0  | 7  | 1  | +6  | 9   |
| Corea del Sur | 3  | 2  | 0  | 1  | 20 | 2  | +18 | 6   |
| China Taipéi  | 3  | 1  | 0  | 2  | 2  | 9  | -7  | 3   |
| Uzbekistán    | 3  | 0  | 0  | 3  | 0  | 17 | -17 | 0   |

| 3 de marzo de 2024, 16:00 | Uzbekistán | 0-2 | China Taipéi | JAR Stadium, Tashkent, |  |

| 3 de marzo de 2024, 13:00 | Corea del Sur | 1-2 | Australia | Do'stlik Stadium, Tashkent, |  |

| 6 de marzo de 2024, 16:00 | Australia | 2-0 | Uzbekistán | JAR Stadium, Tashkent, |  |

| 6 de marzo de 2024, 13:00 | China Taipéi | 0-6 | Corea del Sur | Do'stlik Stadium, Tashkent, |  |

| 9 de marzo de 2024, 13:00 | Uzbekistán | 0-13 | Corea del Sur | JAR Stadium, Tashkent, |  |

| 9 de marzo de 2024, 13:00 | Australia | 3-0 | China Taipéi | Do'stlik Stadium, Tashkent, |  |

### Grupo B
| Equipo          | PJ | PG | PE | PP | GF | GC | Dif | Pts |
| --------------- | -- | -- | -- | -- | -- | -- | --- | --- |
| Corea del Norte | 3  | 2  | 1  | 0  | 8  | 1  | +7  | 7   |
| Japón           | 3  | 2  | 0  | 1  | 12 | 1  | +11 | 6   |
| China           | 3  | 1  | 1  | 1  | 7  | 4  | +3  | 4   |
| Vietnam         | 3  | 0  | 0  | 3  | 1  | 22 | -21 | 0   |

| 4 de marzo de 2024, 16:00 | Japón | 10-0 | Vietnam | JAR Stadium, Tashkent, |  |

| 4 de marzo de 2024, 13:00 | Corea del Norte | 1-1 | China | Do'stlik Stadium, Tashkent, |  |

| 7 de marzo de 2024, 16:00 | China | 0-2 | Japón | JAR Stadium, Tashkent, |  |

| 7 de marzo de 2024, 13:00 | Vietnam | 0-6 | Corea del Norte | Do'stlik Stadium, Tashkent, |  |

| 10 de marzo de 2024, 16:00 | Japón | 0-1 | Corea del Norte | JAR Stadium, Tashkent, |  |

| 10 de marzo de 2024, 16:00 | China | 6-1 | Vietnam | Do'stlik Stadium, Tashkent, |  |

## Equipos clasificados para la Copa Mundial Femenina Sub-20 de la FIFA
Los siguientes cuatro equipos de la AFC se clasificaron para la Copa Mundial Femenina de Fútbol Sub-20 de 2024 a realizarse en Colombia.
| Equipo          | Fecha de clasificación |
| --------------- | ---------------------- |
| Japón           | 7-marzo-2024           |
| Australia       | 9-marzo-2024           |
| Corea del Sur   | 9-marzo-2024           |
| Corea del Norte | 10-marzo-2024          |

## Segunda fase
|  | Semifinales     | Semifinales     |   |             | Final         | Final |  |
|  |                 |                 |   |             |               |       |  |
|  |                 |                 |   |             |               |       |  |
|  | 13 de marzo     |                 |   |             |               |       |  |
|  | Australia       | 1               |   |             |               |       |  |
|  | Japón           | 5               |   |             |               |       |  |
|  |                 |                 |   |             |               |       |  |
|  |                 |                 |   |             | 16 de marzo   |       |  |
|  |                 |                 |   |             | Japón         | 1     |  |
|  |                 | Corea del Norte | 2 |             |               |       |  |
|  |                 |                 |   |             |               |       |  |
|  |                 |                 |   |             |               |       |  |
|  |                 |                 |   |             | Tercer lugar  |       |  |
|  | 13 de marzo     | 13 de marzo     |   | 16 de marzo | 16 de marzo   |       |  |
|  | Corea del Norte | 3               |   | Australia   | 1             |       |  |
|  | Corea del Sur   | 0               |   |             | Corea del Sur | 0     |  |

### Semifinales
| 13 de marzo de 2024, 16:00 | Australia    | 1-5     | Japón                                                                               | JAR Stadium, Tashkent,                              |                                                     |
|                            | - Trimis 13' | Reporte | - Yoneda 3' - Shiragaki 63' - Hijikata 83' - Sasai 88' - Thomas-Chinnama 89' (a.g.) | Asistencia: 88 espectadores Árbitro(s): Dong Fangyu | Asistencia: 88 espectadores Árbitro(s): Dong Fangyu |

| 13 de marzo de 2024, 13:00 | Corea del Norte                                      | 3-0     | Corea del Sur | Do'stlik Stadium, Tashkent,                       |                                                   |
|                            | - Choe Il-son 45' - Jong Kum 51' - Hwang Yu-yong 78' | Reporte |               | Asistencia: 78 espectadores Árbitro(s): Lê Thị Lý | Asistencia: 78 espectadores Árbitro(s): Lê Thị Lý |

### Tercer puesto
| 16 de marzo de 2024, 13:00 | Australia   | 1-0     | Corea del Sur | JAR Stadium, Tashkent,    |                           |
|                            | - Gooch 78' | Reporte |               | Árbitro(s): Asaka Koizumi | Árbitro(s): Asaka Koizumi |

### Final
| 16 de marzo de 2024, 18:00 | Japón           | 1-2     | Corea del Norte           | JAR Stadium, Tashkent,  |                         |
|                            | - Tsujisawa 20' | Reporte | - Jon Ryong-yong 44', 86' | Árbitro(s): Dong Fangyu | Árbitro(s): Dong Fangyu |

|                                    |
| Bandera de Corea del Norte         |
| Campeón Corea del Norte 2.º título |

## Goleadoras

### 4 goles
- Maya Hijikata
- Jeon Yu-gyeong

### 3 goles
- Peta Trimis
- Manaka Matsukubo
- Hong Chae-bin
- Yang Eun-seo

### 2 goles
- Huo Yuexin
- Yu Jiaqi
- Lu Jiayu
- Hiromi Yoneda
- Chinari Sasai
- Ai Tsujisawa
- Chae Un-yong
- Pak Mi-ryong
- Jon Ryong-jong
- Won Chae-eun
- Hwang Da-yeong

1 gol  
- Naomi Thomas-Chinnama
- Claudia Cicco
- Daniela Galic
- Jessika Nash
- Zara Kruger
- Lara Gooch
- Xia Lejiao
- Chen Yu-Chin
- He Jia-Chuan
- Rio Sasaki
- Chinari Sasai
- Yuri Shirisawa
- Hiromi Yoneda
- Suzu Amano
- Uno Shiragaki
- Kim Song-gyong
- Hyon Ji-hyang
- Min Kyong-jin
- Choe Il-son
- Jong Kum
- Hwang Yu-yong
- Bae Ye-bin
- Kim Shin-ji
- Nam Seung-eun
- Kang Eun-young
- Eom Mink-young
- Kim Jih-yeon
- Ngoc Minh Chuyên

### Autogoles
- Lê Thi Băo Trăm (contra Corea del Norte)
- Naomi Thomas-Chinnama (contra Japón)

## Clasificados aColombia 2024
Los siguientes equipos clasificaron a la Copa Mundial Femenina Sub-20 de la FIFA Colombia 2024.
| Bandera de Japón | Bandera de Australia | Bandera de Corea del Sur | Bandera de Corea del Norte |
| Japón            | Australia            | Corea del Sur            | Corea del Norte            |